# Capellanía
Capellanía est un corregimiento situé dans le district de Natá, dans la province de Coclé, au Panama. En 2010, la localité comptait 4 512 habitants.